# Roi Hui de Chu
Le Roi Hui de Chu (chinois : 楚惠王 ; pinyin : Chŭ Huì Wáng), (???-432 av. J.C),est le treizième Roi de l'état de Chu. Il règne de 488 a 432 av J.C., durant la Période des Printemps et Automnes, de l'histoire de la Chine. Son nom de naissance est  Xiong Zhang (chinois traditionnel : 熊章), "Roi Hui" étant son nom posthume.
En l'an dix de son règne (478 av. J.-C.), le duc de Bai organise un coup d'État contre le Roi Hui. Il tue Zixi, le Lingyin (c.a.d premier ministre du Chu), et Ziqi, le commandant militaire en chef; avant d'enlever le roi Hui. 
Très vite, Shen Zhuliang, le Duc de Ye, réagit en prenant personnellement le commandement de son armée, pour marcher sur la capitale. Là, il inflige une défaite au Duc de Bai et remet le Roi Hui sur le trône du Chu. Vaincu, Bai se suicide.
Il meurt en 432 av J.C. et c'est son fils, le Roi Jian de Chu, qui lui succède.